# 내당역
내당역(Naedang station, 內唐驛)은 대한민국 대구광역시 서구 내당1동에 있는 대구 도시철도 2호선의 전철역이다. 부역명은 참튼튼병원으로, 인근에 참튼튼병원이 있다.

## 특징
역 옆으로 파도고개로 입구가 있다. 내당역 2번 출구 인근에도 두류공원 입구가 있으나 정문은 두류역 인근에 있으므로, 두류공원은 두류역 안내방송에서 언급한다. 대신 홈플러스 내당점 정류장에서 653번을 이용하면 두류공원 코오롱야외음악당으로 갈 수 있다. 약 1.7km 떨어진 곳에 서구청이 있으며, 인근의 홈플러스 내당점 버스정류장에서 간선 653번 시내버스로 환승하여 접근할 수는 있으나, 평리 2동 주민센터 앞에서 하차하여 서대구전화국 사거리에서 좌회전 하여 약 675m 도보로 이동하여 접근해야 하기 때문에 접근하는 방법이 어려운 편이다. 출구는 4곳이며, 두류1·2동과 내당1동에 걸쳐 있다. 1번 출구와 4번 출구가 내당1동에 있고, 나머지 출구들은 두류1,2동에 있다. 엘리베이터는 1번 출구 옆에 있는 엘리베이터만 대합실로 연결되어 있다.

## 역사
- 2005년 10월 18일 : 대구 도시철도 2호선 개통과 함께 영업 개시
- 2017년 4월 9일 : 스크린도어 설치

## 역 구조
1면 2선의 노란색 기둥의 섬식 승강장이 있는 지하 역이다. 스크린도어가 설치되어 있다.

### 승강장
| 두류 ↑   |
| 하 상 \| |
| ↓ 반고개 |

| 상행 | ● 대구 도시철도 2호선 | 두류·용산·문양 방면     |
| 하행 | ● 대구 도시철도 2호선 | 반월당·범어·영남대 방면 |

- 승강장에서 반대 방향 열차로 탑승할 수 있다.

## 역 주변
| 나가는 곳 | 방면 |
| --------- | --- |
| 1         | 내당1동행정복지센터 내당1동치안센터 두류초등학교 홍실타운 홈플러스 내당점 밤고개시장 삼성생명 농협 농협두류지점 청구내과 정형외과 |
| 2         | 두류 1.2동 내당보성아파트 선빌파크타운 새마을금고 대성새마을금고 본점 현대해상화재보험 교보생명 서대구 웰치과의원                 |
| 3         | 두류 1.2동 성안오피스텔 두류보성맨션 신협 삼익신협 본점 대구지방교정청 IM뱅크 내당역지점 웨딩비엔나                               |
| 4         | 내당동 내서초등학교 애락보건병원 황제맨션 대한생명                                                                                |

## 승차량 변동
승객이 썩 많지 않았으나, 최근 이용률이 계속해서 증가하고 있다.
| 2호선 | 2,977 | 3,894 | 3,925 | 4,009 | 4,255 | 4,450 | 4,561 | 4,703 | 4,801 | 4,706 | 4,834 | 4,830 |  |

## 인접한 역
| 대구 도시철도 2호선 | 대구 도시철도 2호선   | 대구 도시철도 2호선    |
| ------------------- | --------------------- | ---------------------- |
| 226 두류 문양 방면  | ● 대구 도시철도 2호선 | 228 반고개 영남대 방면 |